# Гатльґрімскірк'я
Гатльґрімскірк'я (ісл. Hallgrímskirkja) — лютеранська церква в Рейк'явіку, Ісландія. Названа на честь середньовічного ісландського поета та священика Гатльґрімура П'єтурссона.

## Історія
Проект храму був розроблений архітектором Ґудйоном Самуельссоном у 1937. На таку форму будівлі його надихнули базальтові колони, що з'являються при застиганні лави, які зустрічаються в Ісландії. Будівництво почалося у 1945. Башта була споруджена до 1974, а 1986 завершили наву — цього ж року храм освятили. Таким чином, на будівництво пішов 41 рік.
2008 року була проведена реставрація храму.

## Опис

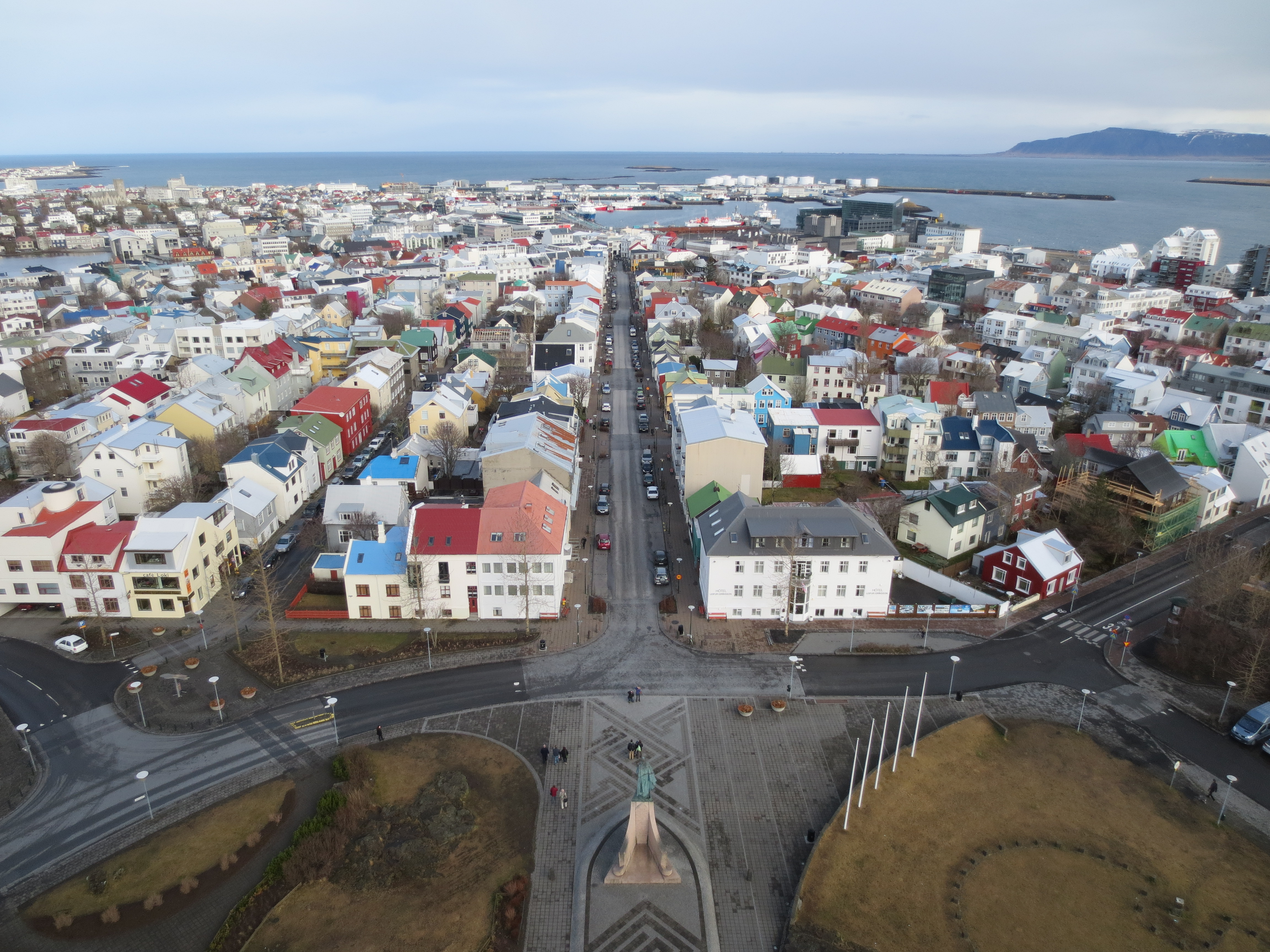
Вид на місто з храмової вежі

Храм заввишки 73 метри — є найвищим храмом та шостою за висотою будівлею Ісландії. Розташований в центрі Рейк'явіку та є його архітектурною домінантою (з храму відкривається панорамний вид на місто). Збудований у стилі архітектурного експресіонізму, стилем нагадує Церкву Грундтвіга в Копенгагені (1940).
1992 в церкві встановили великий орган, створений в Німеччині. Орган механічний з електронним керуванням, має 5275 трубок, заввишки 15 метрів та вагою 25 тонн.
Перед храмом встановлений пам'ятник Лейфу Еріксону — скандинавському мореплавцю та досліднику, який досяг Америки за 500 років від Христофора Колумба.
Храмова вежа з монументальним годинником також використовується як оглядовий майданчик — звідки видно весь Рейк'явік, океан та гори поза ним. На нього можна піднятись ліфтом.
Храм здатний вмістити 1200 осіб.